# L'Instant M
L'instant M est une émission radiophonique française présentée par Sonia Devillers et diffusée quotidiennement sur France Inter du 25 août 2014 au 1er juillet 2022, de 9 h 40 à 10 h. Il y est traité de l'actualité des médias, autant télévisuels que radiophoniques, numériques ou de la Presse écrite.

## Concept
L'émission, d'une durée de 15 à 20 minutes, cherche comme elle l'annonce à « saisir au bond tout ce que réseaux sociaux et chaînes continues ont profondément bouleversé : le traitement de l’info, le poids des petites phrases et le choc des images ». Elle s'articule chaque jour autour d'un nouvel invité et de son interview, ainsi que de chroniques et discussions, toujours sur l'actualité des médias en France et à l'étranger.

## Historique
L'émission est créée en août 2014, afin de compléter avec l'émission « Boomerang » animée par Augustin Trapenard, la tranche horaire de 9 h à 10 h, devenue libre à la suite d'un important renouvellement des programmes de la station radio. L'Instant M permet d'avoir à nouveau pour France Inter une émission en semaine traitant de l'actualité des médias , et vient remplacer en partie l'émission Comme on nous parle de Pascale Clark, à la suite de l'arrêt de celle-ci à l'été 2014 .

## Audiences
Tout comme pour France Inter en général, l'audience de l'émission tend à augmenter au fil des saisons . 
Entre janvier et mars 2017, l'audience de l'émission est de 977 000 auditeurs .
En 2019, la moyenne d'écoute de l'émission est autour 965 000 auditeurs .
En 2020, l'émission progresse dans les audiences avec à la fin de cette année-là 1 170 000 auditeurs .

## Équipe
- Productrice et présentatrice : Sonia Devillers
- Réalisatrice : Anne-Cécile Perrin
- Rédacteur en chef : Redwane Telha
- Attachée de production : Marion Philippe